# Give Out But Don't Give Up
Give Out But Don't Give Up è il quarto album discografico del gruppo musicale britannico Primal Scream, pubblicato nel 1994.

## Tracce
1. Jailbird – 3:46
2. Rocks – 3:37
3. (I'm Gonna) Cry Myself Blind – 4:30
4. Funky Jam – 5:24
5. Big Jet Plane – 4:15
6. Free – 5:30
7. Call on Me – 3:50
8. Struttin' – 8:29
9. Sad and Blue – 3:27
10. Give Out But Don't Give Up – 6:16
11. I'll Be There for You – 6:34

Tutte le tracce sono state scritte da Bobby Gillespie, Andrew Innes e Robert Young, eccetto la 10, scritta dagli stessi artisti con George Clinton.

## Formazione
- Bobby Gillespie – voce principale
- Denise Johnson - voce (in 4, 6 e 10)
- George Clinton - voce (in 4 e 10)
- Jackie Johnson - voce
- Susan Marshall - voce
- Robert Young – chitarra
- Andrew Innes - chitarra
- Martin Duffy - tastiere
- Jim Dickinson - tastiere
- Amp Fiddler - tastiere
- Bentmont Tench - tastiere
- David Hood - basso
- George Drakoulias - basso, batteria
- Henry Olsen - basso
- Marco Nelson - basso
- Roger Hawkins - batteria
- Tony Brock - batteria
- Philip "Toby" Tomanov - batteria
- Greg Morrow - percussioni
- David Minnick - percussioni
- The Memphis Horns (Andrew Lowe e Wayne Jackson) - corni
- Charlie Jacobs - armonica
- William Eggleston - foto copertina